# Christoph Matschie

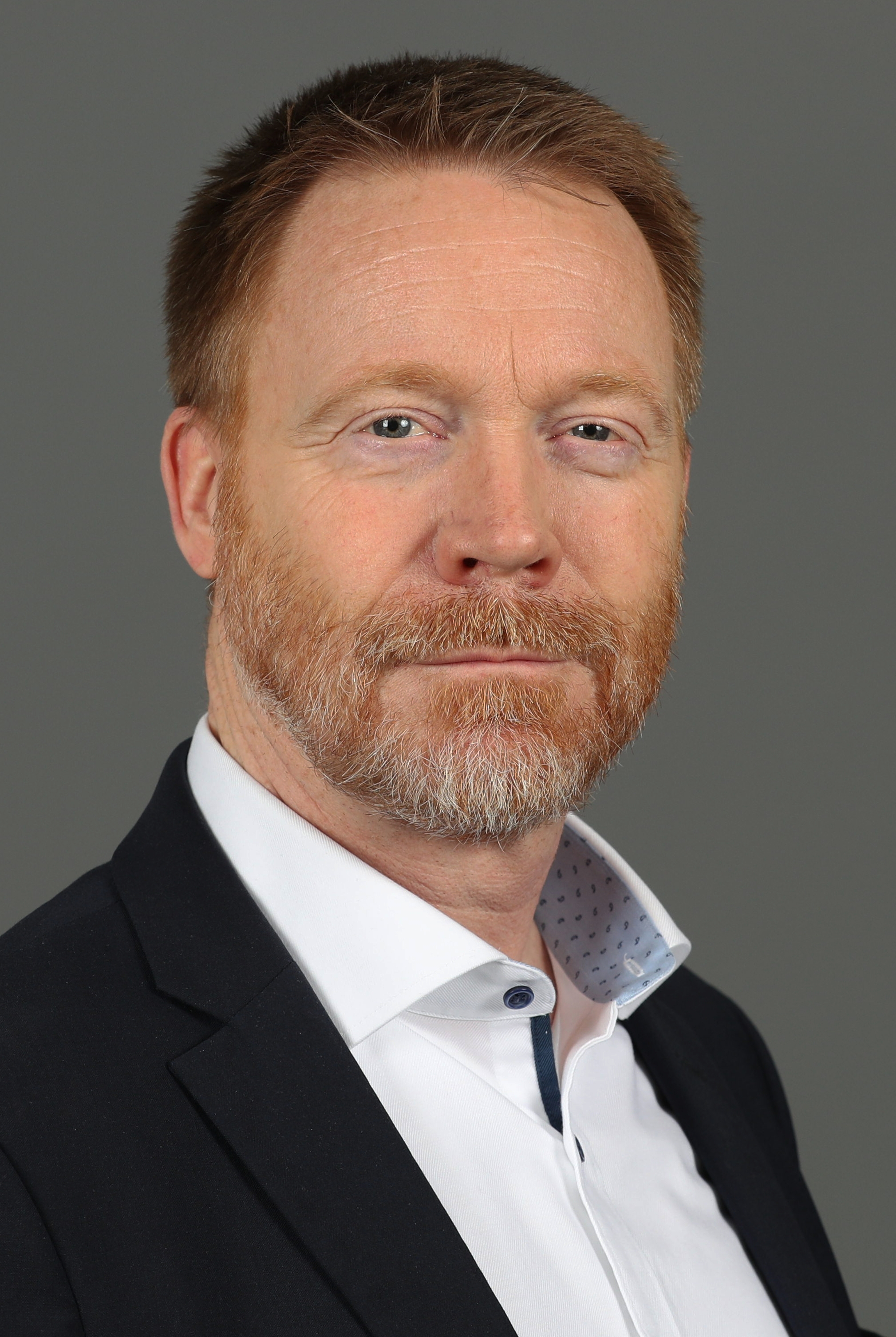
Christoph Matschie (2020)

Christoph Matschie (* 15. Juli 1961 in Mühlhausen/Thüringen) ist ein deutscher Politiker der SPD, Theologe und Mechaniker.
Während der Friedlichen Revolution in der DDR wurde Matschie 1989 in der neugegründeten SPD der DDR tätig und war in der Folge von 1990 bis 2004 Mitglied des Deutschen Bundestags sowie zwischen 2002 und 2004 Parlamentarischer Staatssekretär bei der Bundesministerin für Bildung und Forschung, ehe er in die Landespolitik wechselte.
Von 1999 bis 2014 war er Landesvorsitzender der SPD Thüringen, nach der Landtagswahl 2004 Vorsitzender der SPD-Fraktion im Thüringer Landtag und nach der Wahl 2009 bis 2014 in einer Koalition mit der CDU unter Christine Lieberknecht Kultusminister und stellvertretender Ministerpräsident von Thüringen; der Regierung des Linken-Politikers Bodo Ramelow gehörte er danach nicht mehr an. Von 2017 bis 2021 war er erneut Mitglied des Deutschen Bundestages.

## Ausbildung und Beruf
Nach dem Besuch der Polytechnischen Oberschule (POS) in Schwarza absolvierte Matschie eine Berufsausbildung mit Abitur zum Mechaniker in Zella-Mehlis. Später arbeitete er als Krankenpflegehelfer an der Medizinischen Akademie Erfurt. Anfang der 1980er Jahre engagierte er sich in der unabhängigen Friedensbewegung, u. a. im Montagskreis Suhl und in der Friedensgemeinde Jena. 1984 begann er ein Studium der evangelischen Theologie in Rostock und Jena, das er 1989 als Diplom-Theologe beendete.

## Politische Karriere

### Bundespolitik bis 2004
Im Oktober 1989 trat Matschie in die SDP der DDR ein. 1989/90 war er Vertreter der SDP (später: SPD) am zentralen Runden Tisch der DDR. Von Januar bis September 1990 war er Mitglied im Vorstand sowie von Februar bis September 1990 auch im Präsidium der SPD der DDR. Von 1990 bis zum 1. Juli 2004 war er als Vertreter der bundesdeutschen SPD Mitglied des Deutschen Bundestages. Hier war er in der 14. Wahlperiode (1998 bis 2002) Mitglied im Vorstand der SPD-Bundestagsfraktion. Von November 1998 bis Oktober 2002 war er Vorsitzender des Ausschusses für Umwelt, Naturschutz und Reaktorsicherheit. In der 15. Wahlperiode (ab 2002) war er mit 44,4 Prozent der Stimmen direkt gewählter Abgeordneter des Wahlkreises Jena – Weimar – Weimarer Land.
Matschie war von 1996 bis 2014 Mitglied des Vorstands der SPD Thüringen, ab 1999 als Vorsitzender. Von 2001 bis 2019 war er Mitglied des SPD-Parteivorstands, von 2005 bis 2011 gehörte er auch dem Präsidium an.
Vom 22. Oktober 2002 an war er Parlamentarischer Staatssekretär bei der Bundesministerin für Bildung und Forschung. Am 24. Juni 2004 gab er seinen Rücktritt von diesem Amt bekannt, um sich der thüringischen Landespolitik zu widmen.

### Landtagswahl 2004
Bei der Thüringer Landtagswahl 2004 trat Matschie erstmals als Spitzenkandidat seiner Partei an. Bei dieser Wahl verlor die SPD vier Prozentpunkte und sackte mit 14,5 Prozent der Stimmen auf einen historischen Tiefststand in Thüringen ab. Demgegenüber erreichte die CDU unter Dieter Althaus 43 Prozent der Stimmen und eine absolute Mehrheit der Mandate. Die PDS erreichte mit 26,1 Prozent der Stimmen den zweiten Platz.
Matschie wurde im neuen Landtag Vorsitzender der SPD-Fraktion.

### Landtagswahl 2009
Am 24. Februar 2008 wählten ihn die Mitglieder der Thüringer SPD mit 71,6 Prozent der Stimmen zum Spitzenkandidaten für die Landtagswahl 2009. Sein Gegenkandidat Richard Dewes erhielt 27,0 Prozent. Kernthema der Kandidatenwahl war die Frage gewesen, ob die SPD – da sie bei den letzten beiden Landtagswahlen schlechter als die PDS abgeschnitten hatte – sich an einer Koalition unter einem Ministerpräsidenten der Linkspartei beteiligen sollte. Dewes befürwortete dies im Gegensatz zu Matschie, der in einer möglichen Koalition mit der Linken das Ministerpräsidentenamt für sich beanspruchte.
Bei der Landtagswahl am 30. August 2009 machte die SPD zwar die Verluste der letzten Landtagswahl wieder wett, jedoch erreichte sie mit 18,5 Prozent der Stimmen wiederum nur den dritten Platz hinter der CDU (31,2 Prozent der Stimmen) und der Linkspartei (27,4 Prozent der Stimmen). Bei dieser Wahl kehrten FDP (7,6 Prozent der Stimmen) und Bündnis 90/Die Grünen (6,2 Prozent der Stimmen) in den Landtag zurück. Matschie selbst gewann den Wahlkreis Jena I (gegen Karin Kaschuba und Reyk Seela) als Direktkandidat seiner Partei – zuletzt hatte die SPD bei der Landtagswahl 1994 Direktmandate gewonnen.
Die CDU verlor ihre absolute Mandatsmehrheit und erreichte auch mit der FDP zusammen keine Mehrheit. Ein Bündnis zwischen SPD und Linken hätte eine knappe Mehrheit von 45 von 88 Mandaten bzw. unter Einbeziehung von Bündnis 90/Die Grünen 51 von 88 Mandaten erreicht. Matschie bekräftigte jedoch nach der Wahl, den Spitzenkandidaten der Linken, Bodo Ramelow, keinesfalls zum Ministerpräsidenten zu wählen, während die Linke das Ministerpräsidentenamt als stärkere der beiden Parteien für sich beanspruchte.
Nachdem die SPD unter Matschie in den Wochen nach der Wahl sowohl mit Grünen und Linken als auch mit der CDU Sondierungsgespräche geführt hatte, entschied der SPD-Landesvorstand in der Nacht zum 1. Oktober 2009, Koalitionsverhandlungen mit der CDU aufzunehmen. Matschie begründete dies damit, dass die Gespräche mit der Linkspartei und den Grünen gescheitert seien. Für diese Entscheidung wurde Matschie auch aus der eigenen Partei heftig angegriffen, insbesondere da die SPD gerade wenige Tage zuvor in der Bundestagswahl 2009 zweistellige Verluste erlitten und nun eine öffentliche Debatte über eine Neuorientierung der Partei nach links eingesetzt hatte.

### Kabinett Lieberknecht
Am 30. Oktober 2009 wählte der Thüringer Landtag die neue CDU-Landesvorsitzende Christine Lieberknecht zur Thüringer Ministerpräsidentin. Im Kabinett Lieberknecht, dessen Mitglieder am 3. November 2009 vorgestellt wurden, erhielt Matschie das Amt des Thüringer Kultusministers und die Funktion des Stellvertreters der Ministerpräsidentin. Im Dezember 2010 wurde auf seine Initiative hin ein neues Thüringer Schulgesetz verabschiedet, das die Einführung der Gemeinschaftsschule vorsieht.

### Landtagswahl 2014
Für die Landtagswahl 2014 einigte sich die Thüringer SPD auf Heike Taubert als Spitzenkandidatin. Bei der Wahl erhielt die SPD nur noch 12,4 Prozent der Stimmen; Matschie selbst verlor sein Jenaer Direktmandat und erhielt in seinem Wahlkreis Jena I nur noch die viertmeisten Stimmen. Einen Tag nach der Wahl erklärte er, nicht mehr für den SPD-Landesvorsitz kandidieren zu wollen; sein Nachfolger wurde Andreas Bausewein. Die SPD ging erstmals eine rot-rot-grüne Koalition unter Führung der Linken ein. Im Kabinett Ramelow I, das am 5. Dezember 2014 ernannt wurde, wurde Matschie nicht wieder als Minister berufen; stattdessen sollte er anstatt des erst kurz zuvor gewählten Matthias Hey erneut den Vorsitz der SPD-Landtagsfraktion übernehmen. Nach innerparteilichen Auseinandersetzungen um diese Frage erklärte er jedoch wenige Tage später, auf eine Kandidatur für dieses Amt zu verzichten.

### Rückkehr in die Bundespolitik ab 2017
Zur Bundestagswahl 2017 entschied sich Matschie für eine erneute Bundestagskandidatur. Bei der Aufstellung der SPD-Landesliste setzte er sich mit seiner Bewerbung für Listenplatz 3 knapp gegen Steffen-Claudio Lemme durch. Da die SPD in Thüringen drei Abgeordnetenmandate errang, kehrte Matschie nach 13 Jahren wieder in den Bundestag zurück und legte im Oktober 2017 sein Landtagsmandat nieder. Matschie ist seit 2017 im Bundestag ordentliches Mitglied des Auswärtigen Ausschusses sowie stellvertretendes Mitglied im Ausschuss für Wirtschaftliche Zusammenarbeit und Entwicklung. Er ist Obmann des Unterausschusses Vereinte Nationen, internationale Organisationen und Globalisierung. Für die SPD-Fraktion ist er zuständig für die Region Afrika sowie stellvertretend für Russland und die Ukraine. Außerdem ist Matschie Obmann der SPD-Fraktion im Unterausschuss Vereinte Nationen, internationale Organisationen und Globalisierung.
Im September 2020 kündigte er an, bei der Wahl zum 20. Deutschen Bundestag nicht erneut kandidieren zu wollen.

## Familie
Christoph Matschie ist der Sohn eines Pfarrers und einer Krankenschwester. Er ist geschieden und hat drei Kinder. Matschie wohnt in Jena.